# Чистовик (роман)
«Чистови́к» (2007) — фантастический роман Сергея Лукьяненко, продолжение книги «Черновик».

## Сюжет
В книге рассказывается о продолжении приключений Кирилла Максимова после его бегства из Аркана, драки с куратором Костей и убийства функционала-акушерки Натальи Ивановой.
Оказывается, жизнь бывшего функционала после разрыва со своей функцией вовсе не безопасна, тем более такого особого функционала, как Кирилл.
Кирилл решает отправиться в Харьков и найти свою соседку по «Нирване» Василису. В пути, в городе Орле, его преследуют службы безопасности из «Аркана» (мир Аркана оказался еще и поставщиком спецслужбистов госбезопасности для всей системы параллельных миров) но Кириллу удаётся скрыться от преследователей и добраться до Харькова. Однако спецназовцы настигают его и там, и Кирилл, экипированный Василисой, решается на отчаянный шаг: двадцатидвухкилометровое путешествие через безжизненный зимний «Янус» по десятиградусному морозу.
С трудом добравшись до башни функционала Марты, он попадает в польский город Эльблонг, но и там его настигают функционалы-полицейские, и только благодаря вмешательству куратора Кости, давнего друга главного героя, Кириллу удаётся сохранить свободу. Костя «эвакуирует» Кирилла в тибетскую резиденцию куратора «Демоса» (как называют наш мир в системе Веера), и там они составляют совместный план дальнейших действий по освобождению Земли от власти арканцев.
Для этого Кирилл отправляется в технически отсталый религиозный мир «Твердь», который напоминает католическую Европу времен инквизиции, и которому удалось избавиться от влияния функционалов. Но и в Тверди ему не удаётся укрыться от арканских спецназовцев и приходится спешно скрыться в другой мир — благодаря появившимся у него способностям куратора.
Этот мир, по мнению Кирилла, и является оплотом функционалов, тем более что над единственным обитаемым островом этого мира высится странного вида небоскрёб, к построению которого явно причастны функционалы. Однако выясняется, что этот небоскрёб — вовсе не штаб-квартира функционалов, а всего-навсего их музей.
И там, на крыше этого музея, после схватки с функционалом музея, принявшим вид «неангела» (оказывается, что «неангелы» — это очень старые функционалы), Кирилл начинает понимать саму суть всех миров, созданных функционалами. Он возвращается в Эльблонг, где функционал-почтальон доставляет ему от теряющего способности Кости вызов на дуэль, а оттуда — в Москву.
И там, в Москве, после того, как Кирилл Максимов отказывается от поединка за право стать куратором Земли, он принимает решение относительно своего будущего. Решение самоустраниться от всех дел мира функционалов и жить своей прежней жизнью. Он собирается восстановиться в институте, пойти тем путём, на котором должен осуществить то, из-за чего и стал функционалом.

## Создание и издание
| Год  | Издательство              | Место издания   | Серия                                       | Тираж         | Примечание                                                                     | Источник |
| ---- | ------------------------- | --------------- | ------------------------------------------- | ------------- | ------------------------------------------------------------------------------ | -------- |
| 2007 | АСТ, Хранитель            | Москва          | Звездный лабиринт (все варианты оформления) | 55000 + 25000 | Второй роман дилогии «Работа над ошибками». Художник В. Бондарь.               | [ 1 ]    |
| 2007 | АСТ, Хранитель // Харвест | Москва // Минск | Чёрная серия (танковая щель)                | 70000 + 52000 | Второй роман дилогии «Работа над ошибками». Иллюстрация на обложке В. Бондаря. | [ 2 ]    |
| 2008 | АСТ                       | Москва          | Звездный лабиринт: коллекция                | 20000 + 4000  | Дилогия «Работа над ошибками». Иллюстрация на обложке В. Бондаря.              | [ 3 ]    |
| 2009 | АСТ                       | Москва          | Библиотека мировой фантастики               | 1500          | Дилогия «Работа над ошибками» в одном томе.                                    | [ 4 ]    |
| 2009 | АСТ                       | Москва          | под Дозоры                                  | 2500          | Дилогия «Работа над ошибками» в одном томе. Иллюстрация на обложке В. Бондаря. | [ 5 ]    |
| 2011 | АСТ, Астрель              | Москва          | Звездный лабиринт 3 (мини)                  | 8000 + 4000   | Второй роман дилогии «Работа над ошибками».                                    | [ 6 ]    |
| 2011 | АСТ, Астрель // Харвест   | Москва // Минск | Звездный лабиринт 3                         | 4000          | Второй роман дилогии «Работа над ошибками». Художник В. Бондарь.               | [ 7 ]    |
| 2012 | Астрель                   | Москва          |                                             | 2000          | Второй роман дилогии «Работа над ошибками».                                    | [ 8 ]    |
| 2014 | АСТ                       | Москва          | Весь Сергей Лукьяненко                      | 5000          | Дилогия «Работа над ошибками» в одном томе.                                    | [ 9 ]    |

| Год  | Название      | Издательство    | Место издания | Язык      | Переводчик       | Источник |
| ---- | ------------- | --------------- | ------------- | --------- | ---------------- | -------- |
| 2008 | Czystopis     | Wydawnictwo Mag | Варшава       | Польский  | Э. Скурская      | [ 10 ]   |
| 2008 | Weltenträumer | Heyne           | Мюнхен        | Немецкий  | C. Pöhlmann      | [ 11 ]   |
| 2008 | Švarraštis    | Eridanas        | Каунас        | Литовский | N. Jakubauskaitė | [ 12 ]   |
| 2010 | Načisto       | Triton, Argo    | Прага         | Чешский   | Л. Дворжак       | [ 13 ]   |
| 2014 | Puhtand       | Ersen           |               | Эстонский | A. Rosin         | [ 14 ]   |